# Tomasz Chmielewski (pięcioboista nowoczesny)
Tomasz Chmielewski (ur. 23 października 1983 w Elblągu) – polski pięcioboista nowoczesny. Medalista mistrzostw Europy i Polski.
Był zawodnikiem Orła Elbląg i ZKS Drzonków. Jego największymi sukcesami w karierze były dwa medale mistrzostw Europy w sztafecie: srebrny w 2010 (z Bartoszem Majewskim i Szymonem Staśkiewiczem) i brązowy w 2005 (z Marcinem Horbaczem i Andrzejem Stefankiem).
Reprezentował Polskę na mistrzostwach świata w 2005 (indywidualnie odpadł w eliminacjach, w sztafecie - 6 m., drużynowo - 9 m.), 2006 (indywidualnie odpadł w eliminacjach, w drużynie 7 m.), 2010 (19 m. indywidualnie, 16 m. w sztafecie)
Na mistrzostwach Polski zdobył srebrny medal w 2005 oraz brązowe medale w 2006, 2007 i 2009.